# Mutasd a hangod!
A Mutasd a hangod! a TV2 licencszerződésen alapuló zenei gameshow-ja. A műsor formátuma a dél-koreai I Can See Your Voice című műsoron alapszik.
Az első adást 2023. szeptember 10-én mutatta be a TV2.

## A műsorról
A hat "titokzatos énekesből" álló, csak a foglalkozásuk alapján azonosított embereket a segítőknek és egy kétfős versenyzői párnak kell megpróbálnia a rossz énekeseket kizárni anélkül, hogy valaha is hallotta volna őket énekelni. A játék végén az utolsó megmaradt rejtélyes énekesről kiderül, hogy jó vagy rossz énekes-e, és egy vendégművésszel duettezik.
A versenyzőknek minden forduló végén ki kell iktatniuk egy-egy rejtélyes énekest, akik 500.000 Ft-ot kapnak, ha rossz énekest iktatnak ki. A játék végén a versenyzők vagy befejezik a játékot, és megtartják az előző fordulókban nyert pénzüket, vagy megkockáztatják, hogy 5.000.000 Ft-ot nyerjenek, ha helyesen kitalálják, hogy az utolsó megmaradt titokzatos énekes jó vagy rossz.

## Évadok
| Évad         | Premier              | Finálé            | Epizódok | Műsorvezető  | Állandó segítők                           | Adó |
| ------------ | -------------------- | ----------------- | -------- | ------------ | ----------------------------------------- | --- |
| Első évad    | 2023. szeptember 10. | 2023. december 9. | 5        | Stohl András | Rákóczi Ferenc Hargitai Bea Papp Szabolcs |     |
| Második évad | 2024. február 3.     | 2024. március 10. | 6        | Stohl András | Rákóczi Ferenc Hargitai Bea Papp Szabolcs |     |

2023. április 25-én Fischer Gábor, a TV2 Csoport programigazgatója a Digital-Media Hungary konferencián bejelentette, hogy hazánkban is elindul az I can see your voice magyar változata, ezzel néhány hónappal később a jelentkezés is elindult. 2023. augusztus 22-én bejelentették a műsor kezdési időpontját és ezzel bejelentették, hogy Stohl András lesz a műsorvezetője. A műsor első évada 2023. szeptember 10-én indult és október 7-én vonult szünetre. A műsor december 9-én, egy adás erejéig tért vissza a képernyőre. 2023. október 26-án a Big Picture konferencián bejelentették, hogy 2024 tavaszán indul a második évad, amely jóval korábban, vagyis 2024. február 3-án tért vissza a képernyőre. A műsor második évad utolsó adása március 10-én került adásba.

## 1. évad
| Epizód | Epizód               | Vendégelőadó          | Versenyzők                        | Titkos énekesek                | Titkos énekesek                | Titkos énekesek                   | Titkos énekesek                 | Titkos énekesek                       | Titkos énekesek                        |
| #      | Dátum                | Vendégelőadó          | Versenyzők                        | Leleplezett énekesek           | Leleplezett énekesek           | Leleplezett énekesek              | Leleplezett énekesek            | Leleplezett énekesek                  | Duettező énekes                        |
| ------ | -------------------- | --------------------- | --------------------------------- | ------------------------------ | ------------------------------ | --------------------------------- | ------------------------------- | ------------------------------------- | -------------------------------------- |
| 1      | 2023. szeptember 10. | Molnár Ferenc Caramel | Judit és Dávid · ( 5 millió Ft)   | Dankó Vivien (Gamer)           | Kuti Sára (Falmászó)           | Varga Nikolett (Masszőr)          | Várallyai Ottó (Esküvőszervező) | Keszthelyi Gábor (Pincér)             | Nguyen Ly Kamilla (Filmes asszisztens) |
| 2      | 2023. szeptember 16. | Tóth Andi             | Daniella és Ádám · ( 5 millió Ft) | Csigó Petra (Mazsorett táncos) | Pozsár Bence (Ceremóniamester) | Cai Anna (Arcmodell)              | Cselóczki Tamás (Szobafestő)    | Baráth Zsolt (Újságkihordó)           | Borovics Anna (Evezős)                 |
| 3      | 2023. szeptember 23. | Radics Gigi           | Emese és Nikolett · ( 0 Ft)       | Gyurics Anna (Hot-dog árus)    | Kiss Balázs (Chippendale)      | Hornácsik Lili (Strandröplabdázó) | Gyurász Ildikó (Jogász)         | Buzási Patrik (Takarító)              | Gyetven Denis (Fizikus)                |
| 4      | 2023. szeptember 30. | Schoblocher Barbara   | Tünde és Tamás · ( 5 millió Ft)   | Hajós János (Focista)          | Pénzes Bettina (Kozmetikus)    | Weninger Attila (Autókereskedő)   | Petz Dávid Aurél (Gátfutó)      | Tabárné Bujdosó Nikolett Anna (Lovas) | Stefán Brigitta (Műkörmös)             |
| 5      | 2023. december 9.    | Király Viktor         | Cecilia és Tamás · ( 0 Ft)        | Tóth Székely Zoltán (Masszőr)  | Haszonics Dóra (Fitness edző)  | Varga Evelin (Angol tanár)        | Tóth Gergely (Kertész)          | Ábrahám-Tandari Ágnes (Bohóc)         | Varga Róbert (Hentesmester)            |

### Segítők
| Epizódok | Segítők                 | Segítők        | Segítők      | Segítők       | Segítők          |
| -------- | ----------------------- | -------------- | ------------ | ------------- | ---------------- |
| 1.       | Molnár Ferenc „Caramel” | Rákóczi Ferenc | Hargitai Bea | Papp Szabolcs | Liptai Claudia   |
| 2.       | Tóth Andi               | Rákóczi Ferenc | Hargitai Bea | Papp Szabolcs | Cooky            |
| 3.       | Radics Gigi             | Rákóczi Ferenc | Hargitai Bea | Papp Szabolcs | G.w.M            |
| 4.       | Schoblocher Barbara     | Rákóczi Ferenc | Hargitai Bea | Papp Szabolcs | Gáspár Győző     |
| 5.       | Király Viktor           | Rákóczi Ferenc | Hargitai Bea | Papp Szabolcs | Tóth-Hódi Pamela |

## 2. évad
| Epizód | Epizód            | Vendégelőadó  | Versenyzők                          | Titkos énekesek               | Titkos énekesek               | Titkos énekesek                   | Titkos énekesek           | Titkos énekesek                     | Titkos énekesek               |
| #      | Dátum             | Vendégelőadó  | Versenyzők                          | Leleplezett énekesek          | Leleplezett énekesek          | Leleplezett énekesek              | Leleplezett énekesek      | Leleplezett énekesek                | Duettező énekes               |
| ------ | ----------------- | ------------- | ----------------------------------- | ----------------------------- | ----------------------------- | --------------------------------- | ------------------------- | ----------------------------------- | ----------------------------- |
| 1      | 2024. február 3.  | Marics Peti   | Melinda és Zsombor · ( 0 millió Ft) | Zsákovics László (Buszsofőr)  | Magyar Róbert (Horgász)       | Fodor Ilka Borbála (Titkárnő)     | Badik Fanni (Pomponlány)  | Rencz Márk (Vadász)                 | Farkas Szilvia (Kozmetikus)   |
| 2      | 2024. február 10. | Nótár Mary    | Fatima és Richárd · ( 5 millió Ft)  | Kalmár Klaudia (Festőművész)  | Major Benjámin (Postás)       | Szabó Csillag (Sminkes)           | Bathó Rita (Ruhatervező)  | Éva Bence (Kórházi ápoló)           | Vincze Fruzsina (Óvónő)       |
| 3      | 2024. február 18. | Kökény Attila | Roland és Máté · ( 1.5 millió Ft)   | Krncan Milan (Traktoros)      | Jecan Xénia (Légiutas-kísérő) | Kiszely Tibor (Idegenvezető)      | Szerecz Dalma (Aerobikos) | Szabó Laura (Barista)               | Kertész Annamária (Hastáncos) |
| 4      | 2024. február 25. | Dér Heni      | Anita és Olivér · ( 1 millió Ft)    | Szabó Fanni (Bartender)       | Tóth Roland (Parkouros)       | Nagyapáti Eszter (Call centeres)  | Dencsi Atilla (Bankár)    | Gudics Máté (Szakács)               | Molnár Edina (Fodrász)        |
| 5      | 2024. március 3.  | Vastag Csaba  | Kriszta és Csenge · ( 5 millió Ft)  | Pellei Mihály (Versenytáncos) | Szabó Róbert (Autószerelő)    | Szabó Dávid (Szállodai recepciós) | Tamás Andrea (Motoros)    | Puha Bernadett (Vasutas)            | Schvéder Levente (Néptáncos)  |
| 6      | 2024. március 10. | Király Linda  | Patrícia és Adél · ( 1.5 millió Ft) | Barta Dávid (Darts bajnok)    | Varga Zsófia (Jógaoktató)     | Koszta Melinda Roxána (Tornász)   | Pipicz Dávid (Fotós)      | Kalatovics Noémi Réka (Fuvolatanár) | Tóthová Sára (Tetoválóművész) |

### Segítők
| Epizódok | Segítők       | Segítők        | Segítők      | Segítők       | Segítők              |
| -------- | ------------- | -------------- | ------------ | ------------- | -------------------- |
| 1.       | Marics Peti   | Rákóczi Ferenc | Hargitai Bea | Papp Szabolcs | Köllő Babett         |
| 2.       | Nótár Mary    | Rákóczi Ferenc | Hargitai Bea | Papp Szabolcs | Ábel Anita           |
| 3.       | Kökény Attila | Rákóczi Ferenc | Hargitai Bea | Papp Szabolcs | Lékai-Kiss Ramóna    |
| 4.       | Dér Heni      | Rákóczi Ferenc | Hargitai Bea | Papp Szabolcs | Szente Vajk          |
| 5.       | Vastag Csaba  | Rákóczi Ferenc | Hargitai Bea | Papp Szabolcs | Kovácsovics Fruzsina |
| 6.       | Király Linda  | Rákóczi Ferenc | Hargitai Bea | Papp Szabolcs | Horváth Éva          |

## Nézettség
A +4-es adatok a teljes lakosságra, a 18–59-es adatok a célközönségre vonatkoznak. A táblázat csak a TV2 által főműsoridőben sugárzott adások adatait mutatja.
| Epizód  | Vetítés              | Teljes lakosság (+4) | Teljes lakosság (+4) | Teljes lakosság (+4) | Célközönség (18–59) | Célközönség (18–59) | Célközönség (18–59) | Forrás  |
| Epizód  | Vetítés              | AMR (fő)             | SHR (%)              | Heti helyezés        | AMR (fő)            | SHR (%)             | Heti helyezés       | Forrás  |
| 1. évad | 1. évad              | 1. évad              | 1. évad              | 1. évad              | 1. évad             | 1. évad             | 1. évad             | 1. évad |
| ------- | -------------------- | -------------------- | -------------------- | -------------------- | ------------------- | ------------------- | ------------------- | ------- |
| 1. adás | 2023. szeptember 10. | 720 269              | 20,8                 | 2.                   | 322 577             | 16,4                | 3.                  | [ 7 ]   |
| 2. adás | 2023. szeptember 16. | 515 928              | 16,4                 | 6.                   | 185 849             | 13,6                | 12.                 | [ 8 ]   |
| 3. adás | 2023. szeptember 23. | 621 420              | 16,8                 | 3.                   | 261 554             | 14,6                | 8.                  | [ 9 ]   |
| 4. adás | 2023. szeptember 30. | 582 000              | 16,6                 | 5.                   | 225 565             | 13,7                | 9.                  | [ 10 ]  |
| 5. adás | 2023. december 9.    | 463 149              | 11,4                 | 10.                  | 184 102             | 9,3                 | 12.                 | [ 11 ]  |
| 2. évad |                      |                      |                      |                      |                     |                     |                     |         |
| 1. adás | 2024. február 3.     | 489 235              | 11,6                 | 10.                  | 172 729             | 8,4                 | 12.                 | [ 12 ]  |
| 2. adás | 2024. február 10.    | 416 364              | 10,0                 | 11.                  | 143 448             | 7,0                 | 16.                 | [ 13 ]  |
| 3. adás | 2024. február 18.    | 475 502              | 10,8                 | 11.                  | 175 080             | 8,0                 | 12.                 | [ 14 ]  |
| 4. adás | 2024. február 25.    | 473 712              | 10,8                 | 10.                  | 160 186             | 7,4                 | 13.                 | [ 15 ]  |
| 5. adás | 2024. március 3.     | 597 105              | 13,7                 | 8.                   | 213 353             | 10,1                | 10.                 | [ 16 ]  |
| 6. adás | 2024. március 10.    | 574 777              | 13,2                 | 8.                   | 228 368             | 10,7                | 10.                 | [ 17 ]  |